# Agnes Mercier
Agnes Mercier ist eine ehemalige französische Curlerin. 
Ihr internationales Debüt hatte Mercier bei der Weltmeisterschaft 1980 in Perth, sie blieb aber ohne Medaille. 
Mercier spielte als Third der französischen Mannschaft bei den XV. Olympischen Winterspielen 1988 in Calgary im Curling. Die Mannschaft belegte den achten Platz.